# Стерьо Наум
Щерю Наумов или Стерьо Наум Стамбулис (на гръцки: Στέργιος Ναούμ Σταμπουλής) е гръцки революционер, капитан на чета на гръцката въоръжена пропаганда в Македония.

## Биография
Щерю Наумов е роден в арумънското село в Паяк планина Голема Ливада. Присъединява се към гръцката пропаганда и първоначално е четник при Спирос Франгопулос (капитан Мораитис) в 1904 година. След разгрома на четата на Франгопулос в 1905 година, създава своя чета заедно с Вънде Челепиев и Джико Симов от Ошин, същояща се от гъркомани от Ливада и околните села в Паяк, с която действа до 1908 година в Ениджевардарско и Мъглен срещу българските чети на ВМОРО. Работи срещу румънската пропаганда и се опитва да привлече арумъните и мъгленорумъните към елинизма. Участва в сражението с четата на Лука Иванов при Бахово и в битката с османска част при Баровица. През 1906 година участва в голямо сражение между селата Ливада и Ошин срещу турски аскер, арестуван е и е затворен в Еди куле в Солун. Щерю Наумов е осъден на доживотен затвор и дори след Младотурската революция от юли 1908 година не е амнистиран. През 1911 година успява да избяга от затвора и се премества в Атина.